# Paläoboden
Ein Paläoboden (altgr. παλαιός palaiós ‚alt‘ + dt. ‚Boden‘) ist der Wortbedeutung entsprechend ein „alter Boden“. Paläoböden sind unter anderen Umweltbedingungen entstandene Böden. Vollständig erhaltene alte Böden sind sehr selten. Paläoboden als Begriff umfasst auch den Überrest eines erosiv gekappten Bodens. Paläoböden sind Archive vergangener Umweltbedingungen. Fossile Böden in sedimentären Abfolgen geben Auskunft über Phasen morphodynamischer Stabilität (Sedimentationspausen) der Erdoberfläche und die dabei bestehenden ökologischen und damit klimatischen Verhältnisse. Mit der wissenschaftlichen Untersuchung von Paläoböden befasst sich als Teilbereich der Bodenkunde (Pedologie) die Paläopedologie.

## Definition
Paläoboden wird häufig mit fossiler Boden gleichgesetzt, bedeutet aber der Wortbedeutung entsprechend lediglich „alter Boden“. Zumeist findet der Begriff Paläoboden Verwendung bei begrabenen (fossilen) Böden, die älter als das Holozän sind. Fossile Böden werden von rezenter Bodenbildung nicht beeinflusst. Ihre Bildung unterlag ferner Umweltbedingungen, die von den rezenten (holozänen) Verhältnissen abwichen. Im Unterschied dazu sind reliktische Böden Bereiche rezenter Böden, die unter anderen Umweltbedingungen gebildet wurden. Sie unterliegen gegebenenfalls weiterer Bodenbildung, sofern das Substrat von rezenten bodenbildenden Prozessen noch signifikant aufgearbeitet werden kann. Paläopedologen widmen sich neben fossilen Böden auch reliktischen Böden.

### Schwierigkeiten der Definition
Die Definition für Paläoböden ist von der Definition von Boden abhängig. Chemische Verwitterung alleine ist kein bodenbildender Prozess, daher ist das Resultat auch kein Boden im pedologischen Sinn. Wenn Geologen fossilen Saprolith beispielsweise als Paläoboden bezeichnen, steht dies im Widerspruch zu pedologischen Bodendefinitionen. Andererseits repräsentiert Saprolith Stabilität der Landoberfläche bei fortschreitender in-situ Verwitterung, was ein wichtiges Merkmal von Böden ist und eine Schlüsseleigenschaft der Paläoböden.

## Paläoböden als Umweltarchive
Bei gleichem Ausgangssubstrat und vergleichbarer Reliefposition sind Klima und Zeit Hauptfaktoren der Bodenbildung. Bei bekannter Zeitstellung können Paläoböden Informationen über die Klimabedingungen zur Zeit ihrer Bildung enthalten. Dieses Prinzip findet unter anderem in der Quartärforschung Anwendung. In quartären Lockersedimenten haben sich Paläoböden erhalten, die in ihren physiochemischen Charakteristika noch relativ große Ähnlichkeit mit rezenten Böden zeigen. Paläoböden sind jedoch aus nahezu allen Phasen der Erdgeschichte in Sedimentgesteinen oder sogar metamorphen Gesteinen überliefert. Veränderungen durch Diagenese und besonders durch Metamorphose erschweren dabei die Identifikation als Paläoboden. Lässt sich durch entsprechende wissenschaftliche Methoden nachweisen, dass eine Schicht vor ihrer Fossilierung Bodenbildung unterlag, kann sie als Paläoboden bezeichnet werden.
Das Potential von Paläoböden für die Rekonstruktion vergangener Umwelten wird dadurch erweitert, dass Paläoböden das Relief zur Zeit ihrer Bildung nachzeichnen. Generell repräsentieren Paläoböden Phasen der Stabilität der Landschaftsoberfläche. Stabilität bedeutet Veränderung des Ausgangssubstrats durch Verwitterung und weitere bodenbildende Prozesse, ohne dass Erosion, Akkumulation oder Umlagerung stattfinden. Im Regelfall ist dabei die Vegetationsdecke geschlossen.

## Paläoböden in der Quartärforschung
Die quartären Klimaveränderungen sind in den Sauerstoffisotopenkurven dokumentiert als Veränderungen der globalen Durchschnittstemperaturen der letzten 2,6 Millionen Jahre. Die regionale Ausprägung des Klimas – vermittelt durch die Atmosphärische Zirkulation, beeinflusst durch die Topographie – kann nur in regionalen Archiven studiert werden. Für die letzten 100 ka existieren eine Reihe von Umweltarchiven. Zum Verständnis der entsprechenden Umweltveränderungen in Abhängigkeit von der Basisoszillation des Klimas gemäß den Milanković-Zyklen sind Löss-Paläoboden-Sequenzen die geeigneten Archive. Global verteilt sind Tephra-Paläoboden-Sequenzen, die ebenfalls wissenschaftlich untersucht werden.

### Löss-Paläoboden-Sequenzen
In ausreichend mächtigen Lössablagerungen der gemäßigten Breiten eingeschaltete Paläoböden zeigen die Klimaschwankungen und Umweltveränderungen von Kaltphasen und Warmphasen durch den Wechsel von Löss- und Bodenbildung. Schwierigkeiten treten auf, wenn Erosions- oder Umlagerungsereignisse stattfanden. Allgemein werden auch durch Erosion gekappte fossile Böden noch als Paläoboden bezeichnet. Beispielsweise resultieren aus dem Wechsel von Warmzeit zu Kaltzeit durch die Veränderung der Landschaftsdynamik große Umlagerungsereignisse, so dass in Mitteleuropa aus der letzten Warmzeit zumeist nur die dichten Bt-Horizonte von Parabraunerden erhalten sind, während die leicht erodierbaren Ah- und Al-Horizonte abgetragen wurden. Die wissenschaftliche Untersuchung der Löss-Paläoboden-Sequenzen wird vor allem mit bodenkundlichen, geologischen, mineralogischen, paläontologischen und auch archäologischen Feld- und Labormethoden durchgeführt.

### Tephra-Paläoboden-Sequenzen
Auch Tephra-Paläoboden-Sequenzen werden von Quartärforschern untersucht. Die Rhythmen aus Ablagerung und Bodenbildung unterliegen jedoch der Dynamik des jeweiligen Vulkans. Dafür sind die Archive in allen Klimazonen vorhanden und nicht nur auf die gemäßigten Breiten beschränkt.

## Referenzen
Retallack, G. J.: Soils of the Past – an introduction to paleopedology. 2nd ed., Blackwell Science, 2001.